# 1778 v loďstvech
Tento článek obsahuje významné události v oblasti loďstev v roce 1778.

## Lodě vstoupivší do služby
- HMS Victory – řadová loď I. třídy